# 1687 Glarona
1687 Glarona este un asteroid din centura principală, descoperit pe 19 septembrie 1965, de Paul Wild.